# Sheila García
Sheila García (født 15. marts 1997) er en kvindelig spansk fodboldspiller, der spiller angreb for Atlético Madrid i Primera División og Spaniens kvindefodboldlandshold. 
Hun fik sin officielle debut på det spanske landshold i 17. maj 2019 mod Cameroun. Hun blev første gang udtaget til landstræner Jorge Vildas officielle trup mod EM i fodbold for kvinder 2022 i England. Her var hun at finde i startsopstillingen i den anden gruppekamp mod Tyskland og blev desuden også indskiftet i åbningskampen mod Finland efter 61 minutter.
Hun skiftede i sommeren 2021 til den spanske storklub Atlético Madrid, efter fem sæsoner hos Rayo Vallecano.